# Dili
Dili (port. Díli) – stolica Timoru Wschodniego, położona na północnym wybrzeżu wyspy Timor, w archipelagu Małych Wysp Sundajskich, nad cieśniną Ombai. Liczba mieszkańców miasta 59 tysięcy, 163 000 w aglomeracji (2006). Miasto stanowi centrum gospodarcze i handlowe kraju – znajduje się tu główny port morski i port lotniczy. Przemysł włókienniczy, chemiczny, spożywczy; rzemiosło.

## Historia

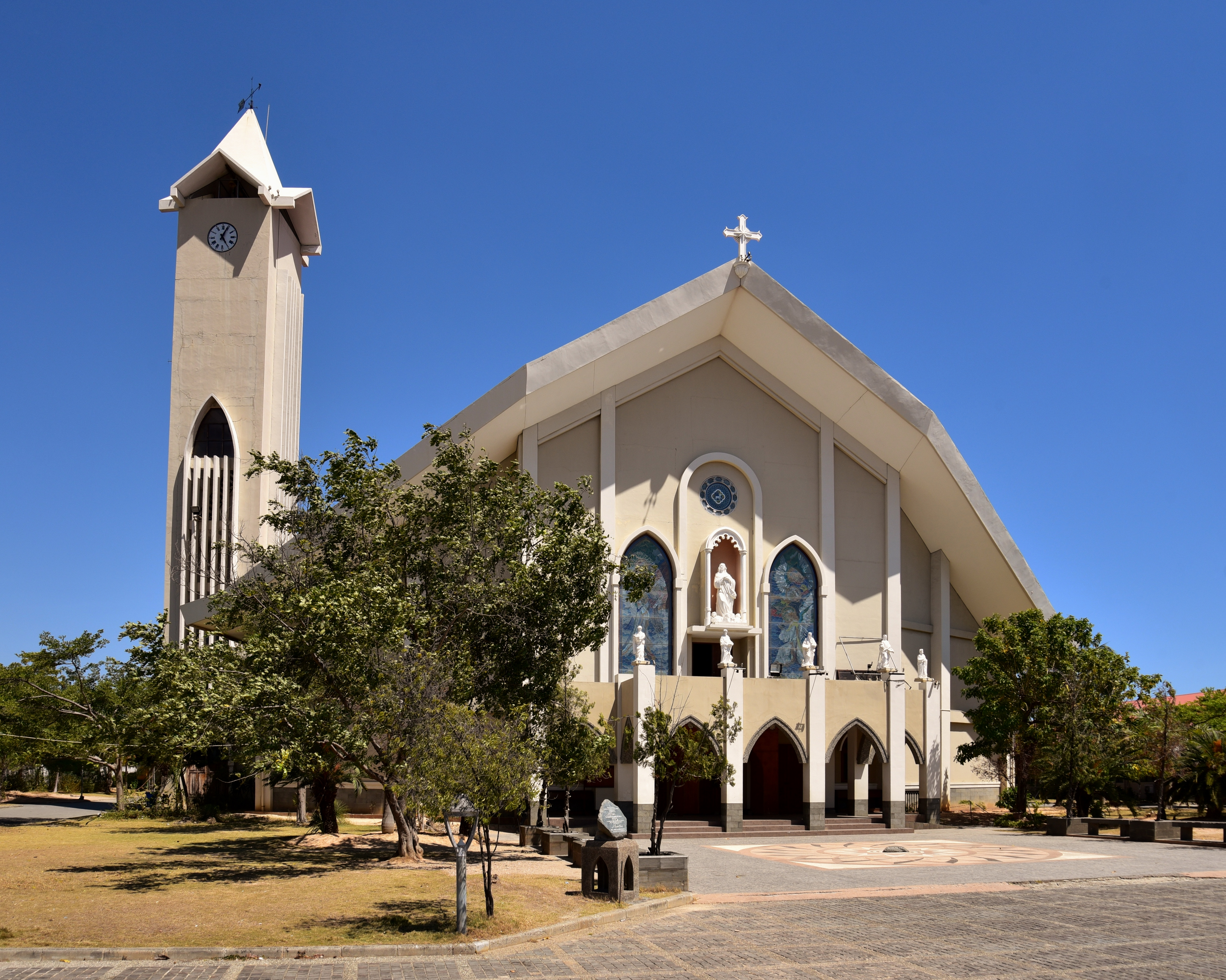
Katedra Niepokalanego Poczęcia Najświętszej Maryi Panny w Dili (2023)

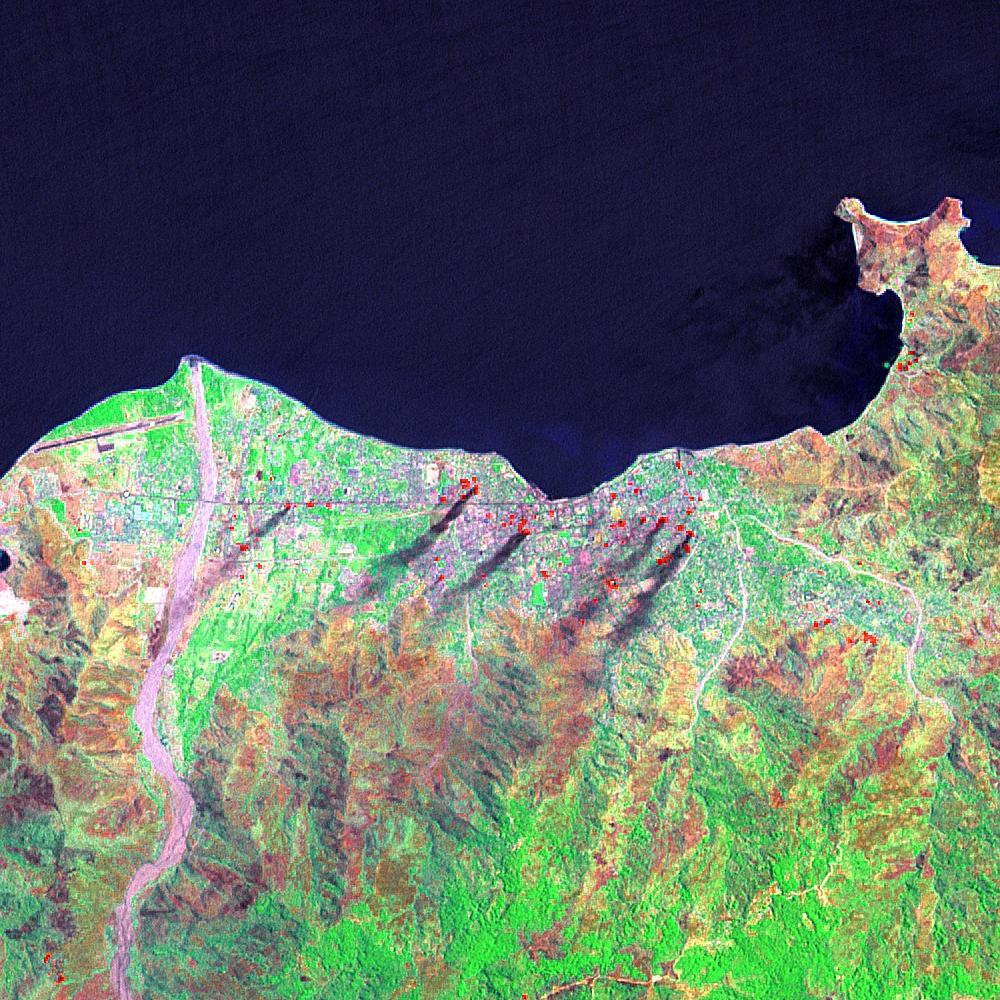
Zdjęcie satelitarne Dili podczas zamieszek z 1999 roku. Po ogłoszeniu wyników referendum, w którym zdecydowaną większość uzyskali zwolennicy niepodległości kraju (od 1975 roku okupowanego przez Indonezję), przeciwnicy tej opcji wzniecili pożary w widocznych na zdjęciu miejscach.

Dili zostało założone około 1520 przez Portugalczyków. Od 1596 stanowiło stolicę kolonii Timor Portugalski. Podczas II wojny światowej zajęte zostało przez wojska japońskie. 28 listopada 1975 Timor Wschodni ogłosił jednostronnie swoją niepodległość, ale już 9 dni później, 7 grudnia, do stolicy kraju wkroczyły wojska indonezyjskie. 17 lipca 1976 Indonezja dokonała oficjalnej aneksji Timoru Wschodniego jako 27. prowincji kraju ze stolicą w Dili.
Do 1989 prowincja ta była jednak zamknięta dla indonezyjskiej ludności cywilnej i obcokrajowców. Między siłami indonezyjskimi a partyzantką timorską dochodziło do licznych starć. Kiedy w 1991 doszło do tzw. masakry w Dili oczy społeczności międzynarodowej ponownie zwróciły się na ten kraj. W 1999 na Timorze Wschodnim wylądowały siły pokojowe ONZ. W wyniku referendum Timor Wschodni uzyskał niepodległość, a Dili stało się jego stolicą. W 2004 roku otwarto prywatną uczelnię: Universidade da Paz.

## Miasta partnerskie
- Coimbra, Portugalia
- Darwin, Australia